# Ernst Hagen (Autor)
Ernst Hagen, eigentlich Ernst Hackensöllner (* 7. Februar 1906 in Prag; † 1. März 1984 in Wien) war ein österreichischer Autor und Schauspieler.

## Leben
Hagen kam als Kind 1909 nach Wien. Nach dem Abschluss der Mittelschule nahm er Schauspielunterricht bei Rudolf Beer, dem damaligen Direktor des Wiener Volkstheaters. Er war zunächst an deutschsprachigen Bühnen als Schauspieler engagiert. 1931 gründete er mit Johann Sklenka in Wien das Kabarett „ABC“, schrieb aber unter anderem auch Texte für die „Literatur am Naschmarkt“. Nach dem Krieg war Hagen vornehmlich als Kulturjournalist tätig und leitete das entsprechende Ressort in der Weltpresse und im Bild-Telegraf; er schrieb Romane, war für die Wien-Werbung tätig, gestaltete Radioprogramme („Wien hat immer Saison“, „Das Leben beginnt mit 60“) und erfand gemeinsam mit Michael Danzinger für den ORF die Fernsehsendung Seniorenclub (über 500 Folgen), die er auch lange Jahre selbst präsentierte.
Hagen war seit 1952 Mitglied der Freimaurerloge Gleichheit und Gründungsmitglied der Loge Zu den 3 Rosen 1970 sowie der Loge Zur Wahrheit 1974.
Begraben wurde er in einem Ehrengrab auf dem Zentralfriedhof Wien (Gruppe 40, Nr. 120).

## Werke (Auswahl)
- Deutsch für Inländer sowohl als Drehbuchautor, als auch moderierender Lehrer in einer der markantesten Bildungssendungen des ORF, 1957 – ca. 1962, Wiederholung war im Sommer 2012 auf dem ORF-Kultursender „ORF III“[2] Co-Autor vieler Folgen war der Kulturkritiker Hans Weigel.
- Kleiner Vogel in großem Käfig; Nachhilfestunden in der Kunst zu lachen. Forum Verlag, Wien 1956 (Roman).
- Die Brüder vom nackten Berg. Zsolnay, Hamburg / Wien 1957 (Roman).
- Seniorenclub jeder kann jung bleiben. Zsolnay, Wien / Hamburg 1972.
- Hotel Sacher: In deinen Betten schlief Österreich. Zsolnay, Wien 1976, ISBN 3-552-02827-7.
- Das Ernst-Hagen-Senioren-Buch. Orac, Wien 1977, ISBN 3-85368-833-0.
- Gast im Seniorenclub von Fernsehern, Künstlern und anderen lieben Leuten. Rosenheimer, Rosenheim 1981, ISBN 3-475-52318-3.
- mit Walther Birkmayer: Eidechsenprinzip und Rosenkäferkomplex. Lübbe, Bergisch Gladbach 1983, ISBN 3-404-66052-8.